# Відносини між Демократичною Республікою Конго та Німеччиною
Відносини між Демократичною Республікою Конго і Німеччиною характеризуються насамперед допомогою в цілях розвитку, яку Німеччина надає в ДР Конго. Німеччина є однією з найважливіших країн-донорів ДР Конго.

## Історія
Німецькі дослідники Георг Швайнфурт (1863) і Герман фон Віссманн (1880) зіграли важливу роль в європейському дослідженні і відкритті Конго. Останній діяв від імені Леопольда II, короля бельгійців німецького походження. Після Конголезької конференції в Берліні в 1884/85 роках Леопольд заснував Вільну державу Конго, якою він керував як своєю приватною власністю. Жорстока експлуатація конголезького населення під час правління Леопольда стала відомою як звірства в Конго і, за оцінками, забрала від 5 до 15 мільйонів конголезьких життів. Коли жорстокість його правління стала всесвітньо відомою, він був змушений поступитися Конго бельгійській державі в 1908 році.
Після здобуття країною незалежності незалежне Конго та Федеративна Республіка Німеччина (ФРН) у 1960 році встановили дипломатичні відносини, а Патріс Лумумба вирушив до Вецляра, де зустрівся з політиками та представниками бізнесу. Вбивство Лумумби через рік викликало численну реакцію німецької громадськості. Європейські найманці, в тому числі Герд фон Блоттніц, брали участь у наступному повстанні Сімби в країні. У 1970 році Конго також встановило дипломатичні відносини з Німецькою Демократичною Республікою (НДР). У 1978 році в країні розпочала свою роботу Gesellschaft für Internationale Zusammenarbeit, яка була перейменована на Заїр.
У 1997 р. до влади в країні прийшов Лоран-Дезіре Кабіла, який скинув багаторічного деспота Мобуту Сесе Секо. Потім країна була перейменована з Заїру на Демократичну Республіку Конго. Його син і наступник Йозеф Кабіла відвідав Німеччину в 2002 році, а через два роки знову відвідав його. У 2015 році міністр закордонних справ Німеччини Франк-Вальтер Штайнмаєр відвідав міста Кіншаса і, а через рік відбувся візит міністра розвитку Герда Мюллера.

## Економічні відносини
Двостороння інвестиційна угода між двома країнами існує з 1969 року, а в 2008 році була заснована Німецько-конголезька торгово-промислова палата (фр. Chambre de commerce et de industrie germano-congolaise, CCIGC). Однак економічні зв'язки майже не розвинені через нестабільне становище в країні та численні збройні конфлікти. Поки що в ДР Конго, де є великі поклади сировини, майже не активізувалися німецькі компанії.
У 2021 році обсяг спільної торгівлі становив трохи менше 223 мільйонів євро, з яких 102 мільйони становив німецький експорт до ДР Конго. У той час як Німеччина передає в країну в основному хімічну та промислову продукцію, натомість вона імпортує переважно продовольство та сировину.

## Допомога в розвитку
Німеччина є четвертим за величиною донором допомоги розвитку (Official Development Assistance) країні після США, Франції та Європейського Союзу. У період з 2015 по 2019 рік допомога склала 400 млн євро. Співробітництво в галузі розвитку має три пріоритетні сфери: мир і соціальна згуртованість, навколишнє середовище і природні ресурси, а також зростання і сталу зайнятість.
Серед успішних спільних проєктів, реалізованих з 2008 по 2020 рік, — будівництво пунктів питної води для 1,5 млн осіб, ухвалення національної стратегії боротьби з дитячою працею, відкриття банківських рахунків для 1,8 млн малих підприємств, будівництво 800 км доріг, 120 шкіл та 44 медичні центри.

## Культура
У 2013 році в Мюльхаузені було засновано Товариство німецько-конголезької дружби e.V. З 2015 року Goethe-Institut має офіс зв'язку в Кіншасі. Також в країні активно діють Фонд Конрада Аденауера та Фонд Ганса Зайделя.

## Міграція
У 2010 році в Німеччині проживало трохи менше 10 000 мігрантів з ДРК. Відомими німецькими конголезцями є футболісти Седрік Макіаді, Рідле Баку, Еліас Качунга, Рейнгольд Ябо та Ріхард Сукута-Пасу.

## Дипломатичні місії
Німеччина має посольство в Кіншасі.
ДР Конго має посольство в Берліні.